# ブセナリゾート

## 設立の目的
沖縄県が平成2年1月に策定した「部瀬名岬地域海浜リゾートマスタープラン」に基づき、部瀬名岬地域をリゾート開発のモデルと位置付け国際的に通用する滞在型リゾート地として整備するため沖縄県、名護市、恩納村、（財）沖縄観光コンベンションビューロー及び民間等の出資により平成2年4月に設立した第三セクター
。

## 概要
資本金：3億4100万円（一口5万）
株主数：17名（沖縄県、名護市、恩納村、（財）沖縄観光コンベンションビューロー、県内主要企業13社）
役員：16名（取締役会長：稲嶺惠一県知事、代表取締役社長：比嘉幹郎、他取締役12名、監査役2名）
職員数：8名（総務部3名、企画部3名、開発部2名）

## 事業内容
１）開発事業に係る用地交渉・確保及管理運営
２）開発工事の認可申請に係る関係機関との調整
３）参画企業の誘致及びリゾート開発事業の支援
４）地域住民の合意形成及び地域活性化事業の支援